# Dorstenia kameruniana
Dorstenia kameruniana är en mullbärsväxtart som beskrevs av Adolf Engler. Dorstenia kameruniana ingår i släktet Dorstenia och familjen mullbärsväxter. Inga underarter finns listade i Catalogue of Life.